# Wasserblattgewächse
Die Wasserblattgewächse (Hydrophylloideae) sind eine Unterfamilie der Familie der Raublattgewächse (Boraginaceae) innerhalb der Bedecktsamigen Pflanzen (Magnoliopsida). In dieser Unterfamilie gibt es 17 Gattungen und etwa 225 (bis 300) Arten. Der Name der Unterfamilie Wasserblattgewächse leitet sich davon ab, dass die Blätter einiger Arten durchscheinend „wässrig“ sind.
Ihre natürliche Verbreitung hat die Unterfamilie in allen Erdteilen, außer in der Antarktis und in Europa.

## Beschreibung

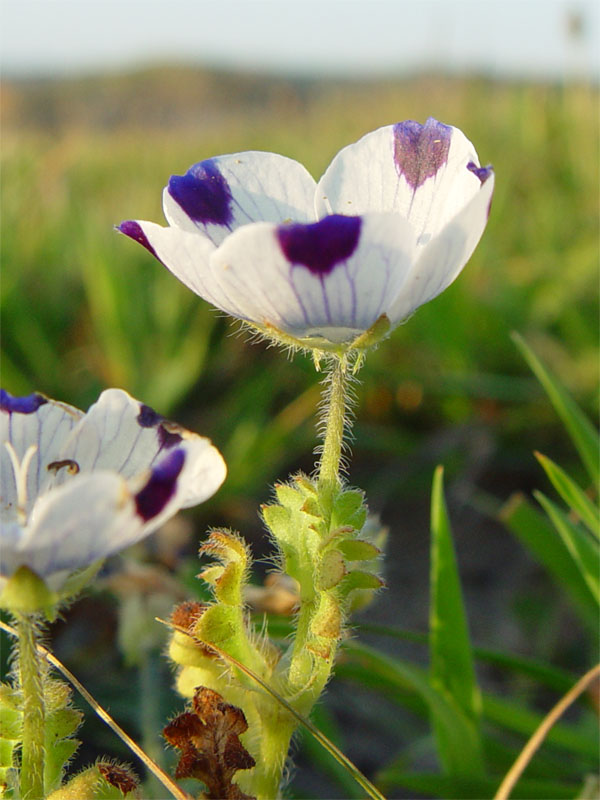
Nemophila pedunculata

### Vegetative Merkmale
Die Arten der Wasserblattgewächse sind ein- bis mehrjährige oder ausdauernde krautige Pflanzen oder Halbsträucher. Es werden meist Pfahlwurzeln gebildet. Meist sind die oberirdischen Pflanzenteile behaart und drüsig. Die Sprossachsen sind niederliegend bis aufrecht.
Die Laubblätter sind grundständig oder meist wechselständig, selten gegenständig am Stängel angeordnet. Die Blattspreiten können einfach oder zusammengesetzt gefiedert sein. Nebenblätter fehlen.

### Generative Merkmale
Die Blüten stehen einzeln oder oft zu vielen in zymösen oder rispigen, traubenähnlichen Blütenständen zusammen.
Die zwittrigen Blüten sind radiärsymmetrisch und meist fünfzählig. Die fünf Kelchblätter sind meist an ihrer Basis verwachsen; sie wachsen bis zur Fruchtreife und sind auch meist noch an den Früchten vorhanden. Die fünf oft blauen bis violetten Kronblätter fallen meist früh ab und sind zylindrisch verwachsen. Es können Paare von kleinen, schuppenähnlichen Anhängseln in der Kronröhre zwischen den Staubfäden an deren Basis vorhanden sein. Diese schützen die Nektarien. Es ist meist nur der äußere Kreis mit fünf Staubblättern vorhanden. Zwei Fruchtblätter sind zu einem meist oberständigen, einkammerigen Fruchtknoten verwachsen. Es sind zwei parietale Placenta vorhanden. Die ein oder zwei Griffel enden in einer kopfigen Narbe.
Die Kapselfrüchte öffnen sich lokulizid mit zwei Fruchtklappen.

## Ökologie
Die Bestäubung erfolgt durch Hautflügler (Hymenoptera) (Entomophilie).

## Nutzung
Zur Unterfamilie gehören einige Garten-Zierpflanzen, wie die Hainblume (Nemophila) und Phacelia.

## Systematik
Die Unterfamilie Hydrophylloideae Burnett wurde 1835 durch Gilbert Thomas Burnett in Outlines of Botany, S. 1006, 1095, 1105 veröffentlicht. Typusgattung ist Hydrophyllum L.
Je nach Autor hat sie auch den Rang einer Familie Hydrophyllaceae R.Br. nom. cons. veröffentlicht 1817 in Bot. Reg. 3, Tafel 242 (dort "Hydrophylleae" geschrieben).
Taxa der früheren Familien: Ellisiaceae, Eutocaceae, Hydrophyllaceae, Sagoneaceae gehören in diese Unterfamilie in diesem Umfang.
Zur Unterfamilie der Wasserblattgewächse (Hydrophylloideae) gehören folgende 17 bis 20 Gattungen mit etwa 300 Arten:
- Codon D.Royen: Sie enthält nur zwei Arten.
- Draperia Torr.: Es gibt nur eine Art:[1]
  - Draperia systyla (Gray) Torr. ex Gray[1]
- Ellisia L.: Es gibt nur eine Art:
  - Ellisia nyctelea (L.) L.
- Emmenanthe Benth.: Es gibt nur eine Art:[1]
  - Emmenanthe penduliflora Benth.: Sie kommt in den westlichen USA vor.[1]
- Eriodictyon Benth.: Die etwa neun Arten sind von den südwestlichen USA bis Mexiko verbreitet.[1]
- Eucrypta Nutt.: Die nur zwei Arten kommen in den südwestlichen USA vor.[1]
- Hesperochiron S.Wats.: Die nur zwei Arten kommen von den westlichen USA bis ins nördliche Mexiko vor.[1]
- Hydrolea L.: Die 11 bis 20 Arten sind in Afrika, Asien, Australien und in der Neuen Welt verbreitet.[2]
- Hydrophyllum L.: Die etwa acht Arten sind in Nordamerika verbreitet.[1]
- Lemmonia A.Gray
- Miltitzia A.DC.
- Nama L.[1]
- Hainblumen (Nemophila Nutt.): Die etwa elf Arten sind in Nordamerika verbreitet.[1]
- Phacelia Juss.: Sie enthält etwa 200 Arten sind in der Neuen Welt verbreitet.[1]
- Pholistoma Lilja: Die etwa drei Arten sind von den westlichen USA bis Niederkalifornien verbreitet.[1]
- Romanzoffia Cham.: Die etwa fünf Arten sind im westlichen Nordamerika verbreitet.[1]
- Tricardia Torr.: Es gibt nur eine Art:[1]
  - Tricardia watsonii Torr.: Sie kommt in den westlichen USA vor[1]
- Turricula J.F.Macbr.: Es gibt nur eine Art:
  - Turricula parryi  (A.Gray) J.F.Macbr.: Sie kommt von Kalifornien bis Baja California vor.[1]
- Wigandia Kunth